# Discografia de La Máquina de Hacer Pájaros
A lista a seguir detalha a discografia do supergrupo La Máquina de Hacer Pájaros. 

## Álbuns de estúdio
| Ano  | Título                                                   |
| ---- | -------------------------------------------------------- |
| 1976 | La Máquina de Hacer Pájaros - Gravadora: Talent Microfón |
| 1977 | Películas - Gravadora: Talent Microfón                   |

## Álbuns ao vivo
| Ano                             | Título                                  |
| Álbum de Charly García e amigos | Álbum de Charly García e amigos         |
| ------------------------------- | --------------------------------------- |
| 1980                            | Música del alma - Gravadora: Music Hall |

## Álbuns de compilação
| Ano  | Título                                                                                     |
| ---- | ------------------------------------------------------------------------------------------ |
| 2007 | Charly García, Sui Generis, La Máquina de Hacer Pájaros, Seru Giran - Gravadora: Clarin S! |

## Inéditos
| Ano  | Título                       | Notas |
| ---- | ---------------------------- | --- |
| 1976 | El Tuerto y Los Ciegos       | Música de Sui Generis, banda anterior à La Maquina de Charly García. |
| 1976 | Cancion de Alicia en el Pais | Posteriormente introduzida no álbum "Bicicleta" de Seru Giran, tocada apenas uma vez. Neste caso, a estreia em "La Bola Loca", composta para o filme argentino "Alice no País das Maravilhas". |
| 1976 | Dime quien me lo robó        | Música de Sui Generis, banda anterior à La Maquina de Charly García. tocou em uma ocasião em "La Bola Loca".                                                                                   |
| 1976 | Superstars                   | Versão anterior de "Superheroes" de Charly García, incluída no álbum "Pubis Angelical / Yendo de la Cama al Living".                                                                           |
| 1976 | Ella Es Bailarina            | Posteriormente introduzida no álbum "Como conseguir chicas" de Charly García, foi tocada cerca de três vezes pelo grupo.                                                                       |
| 1977 | Caras y Estatuas             | Música de José Luis Fernández (conhecido como Caras Y Estatuas) com duração semelhante a "Ah, te vi entre las luces", instrumental tocado no El Palacio de los Deportes, Tucuman.              |